# جيمي دين (لاعب كريكت)
جيمس "جيمي" دين (بالإنجليزية: Jemmy Dean) (4 يناير 1816 – 25 ديسمبر 1881) كان لاعب كريكيت إنجليزي محترفًا، يُعد من أبرز لاعبي القرن التاسع عشر، وقد ارتبط اسمه بشكل خاص بفريق ساسكس، لكنه شارك أيضًا مع عدة فرق بارزة أخرى.

## المسيرة الرياضية
سُجلت مشاركات جيمي دين في 305 مباريات تُعد من الدرجة الأولى بين عامي 1835 و1861. خلال هذه الفترة، أحرز 5,115 نقطة بمعدل 10.54، وكان أعلى رقم شخصي له في مباراة هو 99 نقطة. كما تمكن من التقاط 206 كرة كصائد (Catches)، وحقق 1,144 إصابة (Wickets) كرامٍ، وكان أفضل أداء له هو 9 إصابات مقابل 34 نقطة في مباراة واحدة.
من أبرز إنجازاته أنه حقق خمس إصابات في شوط واحد في 86 مناسبة، وحقق عشر إصابات في المباراة الواحدة في 18 مناسبة، ما يجعله من بين أفضل الرماة في عصره.

## حياته الشخصية
وُلد دين في قرية ديدليش بمقاطعة هامبشاير، وتوفي في ديربي بإنجلترا عن عمر ناهز 65 عامًا. عُرف بتواضعه وأسلوبه العملي داخل وخارج الملعب، وكان شخصية محبوبة في أوساط الكريكيت الإنجليزي.

## العائلة
كان اثنان من أبناء إخوته، وهما ديفيد دين وجيمس دين، من لاعبي الكريكيت أيضًا وقد شاركا في مباريات من الدرجة الأولى، ما يعكس تأثيره الرياضي داخل أسرته.

## الإرث
لا يزال يُذكر جيمي دين كأحد أعمدة الكريكيت الإنجليزي في العصر الفيكتوري، وقد ساهم بشكل كبير في تعزيز مهنية اللعبة وتطورها في القرن التاسع عشر.